# Quai de la Mégisserie
Quai de la Mégisserie (Jirchářské nábřeží) je nábřeží v Paříži. Nachází se v 1. obvodu. Je pojmenováno podle jirchářů, zpracovatelů kůží, kteří měli na břehu řeky své dílny. Nábřeží je součástí rychlostní komunikace Voie Georges-Pompidou.

## Poloha
Nábřeží leží na pravém břehu řeky Seiny naproti ostrovu Cité mezi mosty Pont au Change a Pont Neuf. Začíná na náměstí Place du Châtelet, kde navazuje na Quai de Gesvres, a končí na křižovatce s ulicí Rue du Pont-Neuf, odkud pokračuje po proudu Quai du Louvre.

## Historie
Nábřeží je zmiňováno již v roce 1369 pod názvem Quai de la Saunerie (Solné nábřeží) z důvodu blízkosti přístavu a skladu se solí. V roce 1769 bylo přestavěno a získalo název Quai de la Ferraille (Železářské nábřeží). Od roku 1883 nese svůj současný název.